# Steve Bronski
Steve Bronski, született Steven William Forrest (Castlemilk, 1960. február 7. – London, 2021. december 7.) skót énekes, dalszerző, zenész.

## Életútja
Társalapítója és billentyűse volt a Bronski Beat együttesnek. LMBTQ-aktivistaként is közismert volt. Fiatal kora óta maga is nyíltan meleg volt. Zenésztársaival a londoni Brixtonban lakott a Bronski Beat korai időszakában. Később partnerével és zenésztársával, Larry Steinbachekkel a londoni Camberwellben élt. Az együttes feloszlása után hosszú évekig Thaiföldön, valamint Párizsban élt, majd visszatért az Egyesült Királyságba.
2018-ban agyvérzést kapott, ami mozgásában korlátozta. 2021. december 7-én, 61 éves korában a londoni Sohóban lévő otthonában hunyt el füstmérgezés következtében.